# Helena Lekapene
Helena Lekapene (grekiska: Ἑλένη Λεκαπηνή), född 910, död 19 september 961, var en bysantinsk kejsarinna, gift med kejsar Konstantin VII Porfyrogennetos. Hon var politiskt aktiv och de facto regent från 945 till 959. 

## Biografi
Helena Lekapene var dotter till sjöamiralen Romanos Lekapenos och Theodora. År 919 avsatte hennes far den minderårige kejsarens mor Zoe Karbonopsina från makten och antog själv posten som förmyndarregent. I april eller maj 919 år gifte han bort Helena med Konstantin för att gifta in sig i kejsarhuset; Konstantin var 13 år, och Helena var omkring nio år. Vid bröllopet utropade sig hennes far till kejsarfader i sin egenskap av kejsarens svärfar. År 920 utropade sig även hennes far till kejsare och samregent, vilket gjorde hennes föräldrar till det främsta kejsarparet i status genom ålder. Hennes far utnämnde även hennes bröder Christopher Lekapenos (död 931), Stephen Lekapenos och Constantine Lekapenos till medkejsare och Christopher till sin tronarvinge och främsta av de fyra "junior-kejsarna". 
Helenas far Romanos I avsattes av hennes bröder 944 och hennes bröder avsattes året därpå. Konstantin blev då enda monark, men föredrog att äga sig åt sina akademiska intressen och överlät regeringsarbetet åt Helena och byråkraterna. Helena beskrivs som en energisk politiker. Då hennes make dog 959 och hennes son blev monark övertalade hans fru honom att sända alla sina systrar till ett kloster. Deras mor Helena försökte ingripa, men lyckades bara undvika att själv låsas in i kloster genom att hota sin son med en mors förbannelse. Helena lämnade själv hovet strax efter detta.